# ثيودور فرنسيس
ثيودور فرنسيس (بالهولندية: Theodor Holman)‏ هو كاتب العمود ومذيع وصحفي وكاتب وكاتب سيناريو ومقدم تلفزيوني هولندي، ولد في 9 يناير 1953 في أمستردام في هولندا.

## وصلات خارجية
- ثيودور فرنسيس على موقع IMDb (الإنجليزية)
- ثيودور فرنسيس على موقع قاعدة بيانات الفيلم (الإنجليزية)